# Muño Flaínez
Muño Flaínez (fl. c. 943-962), también escrito Munio, documentado en la Historia Roderici como Nuño Flaínez, fue conde de León y bisabuelo por la rama paterna del Cid, además de tatarabuelo de su esposa Jimena Díaz. Hijo de Flaín Éctaz (fl. 932), nació en una familia de la aristocracia asturleonesa. Aunque su presencia en la corte fue escasa, aparece en la documentación desde 943 hasta 962 haciendo varias donaciones al monasterio de Sahagún y a la catedral de León y adquiriendo varias propiedades, incluyendo una villa en el valle de Laurenzo. 

## Matrimonio y descendencia
Muño ya figura casado en 947 con Froiloba Bermúdez, hija de un importante magnate leonés, el conde de Cea Bermudo Núñez, y de su esposa la condesa Argilo.  Froiloba era hermana de, entre otros, Jimena Fernández, reina de Pamplona por su matrimonio con el rey García Sánchez II, así como de Justa Fernández, quien casaría con su hijo, el conde Flain Muñoz. Los tres hijos de este matrimonio fueron:
- Flaín Muñoz, conde.[5][7]
- Velasco, esposo de Natalia cognomento «Godo» Braóliz, con sucesión.[7]
- Jimena,[5] esposa de Gonzalo Gómez del linaje de los Banu Mirel, hacendados en la Tierra de Campos.[8][7]